# Roberto Kettlun
Roberto Karin Kettlun Beshe, né le 25 juillet 1981 à Santiago du Chili, est un footballeur professionnel palestino-chilien évoluant au poste de milieu de terrain.

## Biographie
Bien qu'étant né et ayant grandi au Chili, Roberto et sa famille font néanmoins partie de l'importante diaspora palestinienne en Amérique du Sud et c'est donc la Palestine et non le Chili qui l'a fait jouer en sélection nationale.
Il a joué durant sa carrière pour les clubs chilien de l'Universidad Católica, du Club Deportivo Palestino et d'Unión Española, pour le club grec de Skoda Xanthi, et pour les clubs italiens de Football Brindisi, de Santegidese Calcio 1948 et enfin du Teramo Calcio.

## Buts avec la Palestine
| # | Date            | Lieu                         | Adversaire     | Score | Résultat | Compétition                       |
| - | --------------- | ---------------------------- | -------------- | ----- | -------- | --------------------------------- |
| 1 | 18 février 2004 | Stade Al Wakrah, Doha, Qatar | Taipei chinois | 5 – 0 | 8 - 0    | Qualification Coupe du monde 2006 |
| 2 | 18 février 2004 | Stade Al Wakrah, Doha, Qatar | Taipei chinois | 8 – 0 | 8 - 0    | Qualification Coupe du monde 2006 |
| 3 | 31 mars 2004    | Stade Al Wakrah, Doha, Qatar | Irak           | 1 – 1 | 1 - 1    | Qualification Coupe du monde 2006 |